# Torneo Sudamericano de Clubes de Futsal 2003
Il Torneo Sudamericano de Clubes de Futsal 2003 è la 4ª edizione del torneo continentale riservato ai club di calcio a 5 vincitori nella precedente stagione del massimo campionato delle federazioni affiliate alla CONMEBOL. La competizione si è giocata dal 7 giugno al 26 ottobre 2003.

## Squadre partecipanti
Tutte le nazioni schierano una o più squadre, per un totale di 14 squadre.

### Lista
I club sono stati ordinati in ordine alfabetico della federazione.

| Rank   | Squadra                    | Zona |
| ------ | -------------------------- | ---- |
| 1/TH/H | Carlos Barbosa             | Nord |
| 2      | Minas                      | Nord |
| 3      | Coronel Escurra            | Nord |
| 4      | Deportivo Recoleta         | Nord |
| 5      | Estudiantes de la Católica | Nord |
| 6      | Hogar Canario              | Nord |
| 7      | River Plate                | Sud  |
| 8      | Villa Modelo               | Sud  |
| 9/H    | Arica                      | Sud  |
| 10     | Deportivo Ingeniería       | Sud  |
| 11     | Punta Arenas               | Sud  |
| 12     | Juventud                   | Sud  |
| 13     | Nacional                   | Sud  |
| 14     | River Plate                | Sud  |

Note
- (TH) Squadra campione in carica
- (H) – Squadra ospitante

### Formula
Le 14 squadre si affrontano in due tornei separati. Le vincitrici accedono alla finale.

## Fase a gironi

### Zona Nord

#### Gruppo A
| Squadra                    | P.ti | G | V | N | P | GF | GS | DR  |
| -------------------------- | ---- | - | - | - | - | -- | -- | --- |
| Carlos Barbosa             | 6    | 2 | 2 | 0 | 0 | 10 | 1  | +9  |
| Coronel Escurra            | 3    | 2 | 1 | 0 | 1 | 6  | 8  | -2  |
| Estudiantes de la Católica | 0    | 2 | 0 | 0 | 2 | 2  | 19 | -17 |

#### Gruppo B
| Squadra            | P.ti | G | V | N | P | GF | GS | DR  |
| ------------------ | ---- | - | - | - | - | -- | -- | --- |
| Minas              | 6    | 2 | 2 | 0 | 0 | 21 | 5  | +16 |
| Deportivo Recoleta | 3    | 2 | 1 | 0 | 1 | 8  | 12 | -4  |
| Hogar Canario      | 0    | 2 | 0 | 0 | 2 | 4  | 16 | -12 |

### Zona Sud

#### Gruppo A
| Squadra              | P.ti | G | V | N | P | GF | GS | DR  |
| -------------------- | ---- | - | - | - | - | -- | -- | --- |
| Nacional             | 9    | 3 | 3 | 0 | 0 | 20 | 9  | +11 |
| River Plate          | 6    | 3 | 2 | 0 | 1 | 21 | 11 | +10 |
| Punta Arenas         | 3    | 3 | 1 | 0 | 2 | 16 | 22 | -6  |
| Deportivo Ingeniería | 0    | 3 | 0 | 0 | 3 | 12 | 27 | -15 |

#### Gruppo B
| Squadra      | P.ti | G | V | N | P | GF | GS | DR  |
| ------------ | ---- | - | - | - | - | -- | -- | --- |
| Villa Modelo | 9    | 3 | 3 | 0 | 0 | 27 | 10 | +17 |
| River Plate  | 6    | 3 | 2 | 0 | 1 | 10 | 14 | -4  |
| Juventud     | 3    | 3 | 1 | 0 | 2 | 13 | 15 | -2  |
| Arica        | 0    | 3 | 0 | 0 | 3 | 16 | 27 | -11 |

## Fase a eliminazione diretta

### Finale Zona Nord
| Carlos Barbosa 9 agosto 2003 | Carlos Barbosa | 4 – 2 | Minas |  |

### Finale Zona Sud
| Carlos Barbosa 13 giugno 2003 | Nacional | 3 – 1 | Villa Modelo |  |

### Finale
| Squadra 1      | Totale | Squadra 2 | Andata | Ritorno |
| -------------- | ------ | --------- | ------ | ------- |
| Carlos Barbosa | 13 - 3 | Nacional  | 8 - 2  | 5 - 1   |